# Національний олімпійський комітет Грузії
Національний олімпійський комітет Грузії, НОК Грузії (груз. საქართველოს ეროვნული ოლიმპიური კომიტეტი) — організація, що представляє Грузію в міжнародному Олімпійському русі.

## Місія
Місією грузинського НОК є розвиток, просування і захист олімпійського руху та спорту в Грузії відповідно до Олімпійської хартії. НОК Грузії має виключне право представляти країну на Олімпійських іграх та інших змаганнях, що проводяться під егідою МОК. НОК Грузії призначає олімпійські делегації Грузії. Грузинський НОК є головною організацією для 12 регіональних організацій, грузинської олімпійської академії, грузинської олімпійської Асоціації та Олімпійського музею.

## Історія
НОК Грузії був створений 6 жовтня 1989 в Тбілісі. Установчу конференцію грузинський Національний олімпійський комітет провів у Палаці шахів. Конференція за участю 377 делегатів, одноголосно прийняла резолюцію про створення НОК Грузії, затвердила його статут і декларації. Відповідно до статуту, Національний олімпійський комітет Грузії працює протягом невизначеогой терміну.
9 березня 1992 Міжнародний олімпійський комітет дав тимчасове та умовне визнання грузинського НОК. На 99-й сесії МОК, що проходила в Монако 23 вересня 1993 Міжнародний олімпійський комітет визнав НОК Грузії як повноважного члена. НОК Грузії того ж року отримав визнання з боку Європейських олімпійських комітетів і Олімпійська рада Азії. На основі взаємних угод НОК Грузії встановив співпрацю з багатьма іншими НОК і організаціями.

## Керівники
Першим президентом грузинського НОК на установчій конференції в 1989 році була обрана Нона Гапріндашвілі. Віце-президенти: Віктор Санєєв, Тенгіз Гачечиладзе і Паата Нацвлішвілі, Генеральний Секретар — Давид Кінцурашвілі. Гапріндашвілі обіймала посаду президента НОК до 1996 року.
З 1996 по 2004 президентом НОК Грузії був Джано Багратіоні, який виконував свої обов'язки протягом 2 термінів поспіль.
17 грудня 2004 на сесії НОК Грузії на пост президента обрано Бадрі Патаркацишвілі.
Виборно-звітна сесія, що відбулася 31 жовтня 2008 на посаду президента грузинського Національного олімпійського комітету обраний пан Гія Нацвлішвілі. Колишній губернатор регіону Кахетія, колишній депутат та віце-президент грузинської федерації дзюдо зібрав 94 голоси проти 28.

## Олімпійський орден НОК Грузії
Олімпійський орден грузинського Національного олімпійського комітету був заснований в 2002 році. Його присуджують особам, які зробили значний внесок у розвиток грузинського спорту та Олімпійського руху.